# Clupeosoma pellucidalis
Clupeosoma pellucidalis là một loài bướm đêm trong họ Crambidae.